# Mashang
Mashang (kinesiska: 马上, 马上乡) är en socken i Kina. Den ligger i provinsen Henan, i den centrala delen av landet, omkring 180 kilometer nordost om provinshuvudstaden Zhengzhou. Antalet invånare är 43 911. Befolkningen består av 21 468 kvinnor och 22 443 män. Barn under 15 år utgör 25,0 %, vuxna 15-64 år 67 %, och äldre över 65 år 7,0 %.
Genomsnittlig årsnederbörd är 669 millimeter. Den regnigaste månaden är juli, med i genomsnitt 237 mm nederbörd, och den torraste är januari, med 3 mm nederbörd.